# Vice-royauté d'Oufa
 (avril 2025).
1781–1796
(14 ans, 11 mois et 19 jours)
Entités précédentes :
- Gouvernement d'Orenbourg

Entités suivantes :
- Gouvernement d'Orenbourg

La vice-royauté d'Oufa (en Russe: Уфа Наместничество) est une ancienne vice-royauté de l'Empire russe.

## Géographie
La vice-royauté est divisée en deux régions, elles mêmes divisées en treize districts.
| Province d'Oufa            |
| -------------------------- |
| District d'Oufa            |
| District de Birsk          |
| District de Belebeï        |
| District de Bougoulma      |
| District de Menzelinsk     |
| District de Sterlitamak    |
| District de Troïtsk        |
| District de Tcheliabinsk   |
| District de Bougourouslan  |
| Province d'Orenbourg       |
| District d'Orenbourg       |
| District de Verkhneouralsk |
| District de Bouzoulouk     |
| District de Serguievsk     |

## Histoire
Le 23 décembre 1781 (3 janvier 1782 du calendrier grégorien), le gouvernement d'Orenbourg est transformé en vice-royauté d'Oufa par l'impératrice Catherine II.
Elle est supprimée en 1796 par Paul Ier et reprend le nom de gouvernement d'Orenbourg.